# トイテパ
トイテパ (ラテン文字:Toytepa, Toitepa、ウズベク語: Toʻytepa / Тўйтепа、ロシア語: Тойтепа) はウズベキスタン・タシュケント州の都市である。州都のタシュケントからは南に約33kmの地点にある。2012年の人口は22,564人となっている。「トゥイテパ」と表記されることもある。

## 概要
1973年に都市として設立された。織物産業が盛んであり、インドの紡績企業SPENTEXや、トルコの紡績企業KORAY TEKSTİLとの合弁事業が行われている。
街にはタシュケントからコーカンド、アンディジャンを経由してキルギスのオシへと向かうアジアハイウェイ7号線が通過している。